# 1274.
◄ | 12. stoljeće | 13. stoljeće | 14. stoljeće | ►
◄ | 1240-ih | 1250-ih | 1260-ih | 1270-ih | 1280-ih | 1290-ih | 1300-ih | ►
◄◄ | ◄ | 1271. | 1272. | 1273. | 1274. | 1275. | 1276. | 1277. | ► | ►►
Arhitektura • Astronomija • Glazba • Knjige • Književnost • Kršćanstvo • Medicina • Pravo • Promet • Znanost

## Događaji
- Ustanova grada Škofje Loke u danasnjoj Sloveniji

## Smrti
- Toma Akvinski, teolog i filozof

## Vanjske poveznice
|  | Zajednički poslužitelj ima još gradiva o temi 1274. |